# مجلس نواب ميانمار
مجلس نواب ميانمار (بالإنجليزية: House of Representatives)‏ هو الهيئة التشريعية في ميانمار، ويتكون من 440 مقعداً، وهو المجلس الأدنى في Pyidaungsu Hluttaw ‏.

## طالع أيضًا
- Pyidaungsu Hluttaw [الإنجليزية]‏